# Evangelische Kirche Breitenborn (Gründau)

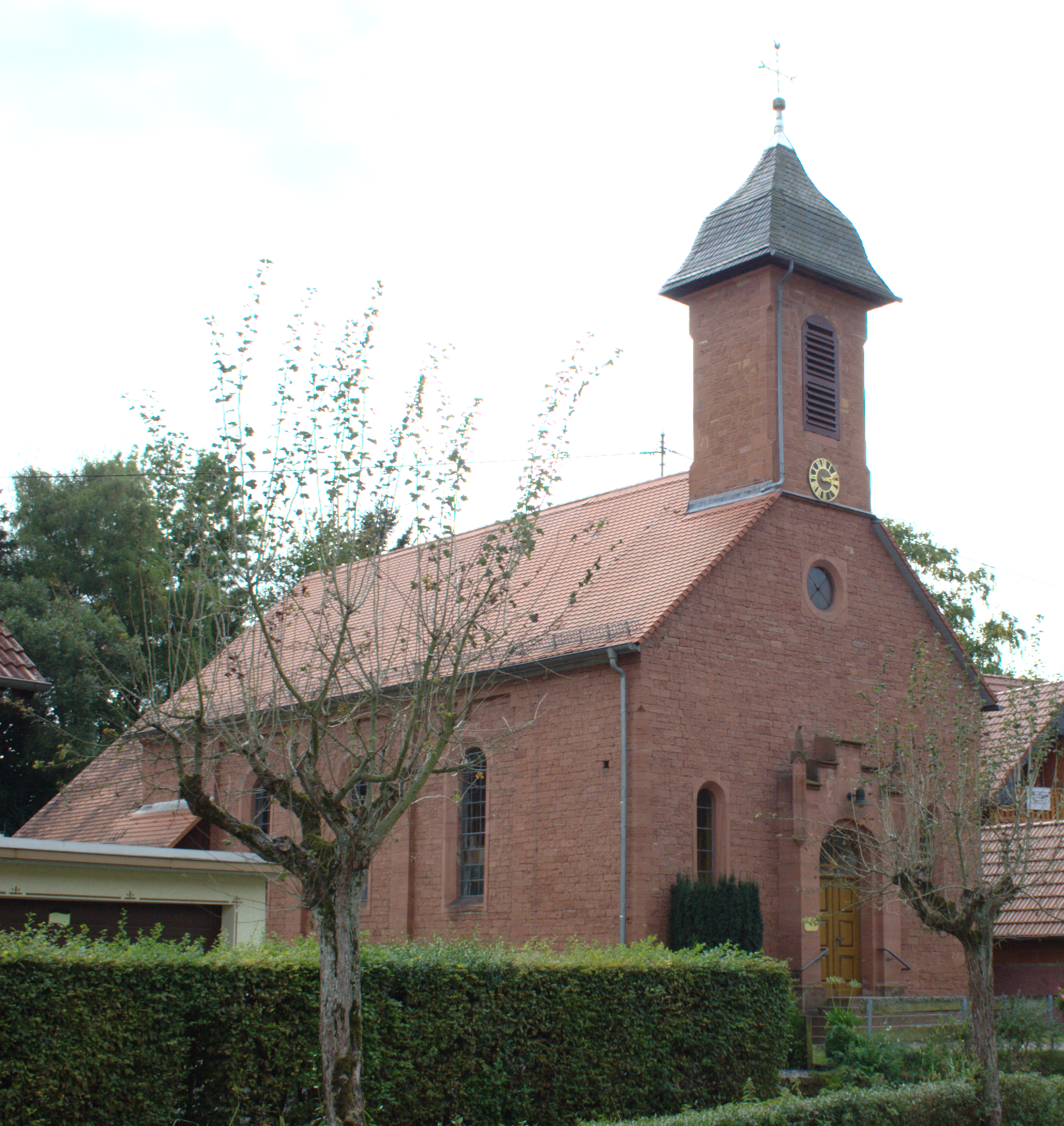
Evangelische Kirche (Breitenborn)

Die Evangelische Kirche Breitenborn ist ein denkmalgeschütztes Kirchengebäude, das in Breitenborn steht, einem Ortsteil der Gemeinde Gründau im Main-Kinzig-Kreis (Hessen). Die Kirche gehört zur Kirchengemeinde Auf dem Berg im Kirchenkreis Kinzigtal im Sprengel Hanau-Hersfeld der Evangelischen Kirche von Kurhessen-Waldeck.

## Beschreibung
Die neugotische Saalkirche aus Quadermauerwerk wurde 1865 errichtet. Aus dem Satteldach des nach Nord-Süd ausgerichteten Kirchenschiffs erhebt sich im Norden ein quadratischer, mit einem geschweiften Pyramidendach bedeckter Dachreiter, der die Turmuhr und hinter den Klangarkaden den Glockenstuhl beherbergt. Auf der Nordseite befindet sich das Portal. Die Orgel wurde Ende des 19. Jahrhunderts von Wilhelm Ratzmann (1846–1911) gebaut.